# UNIDO
UNIDO (United Nations Industrial Development Organisation) blev oprettet i 1966 som en del af FN, fra 1985 med status som særorganisation, dvs. med selvstændigt budget og styrelse. UNIDO's primære mål er at nedbringe fattigdom i udviklingslande og i lande med overgangsøkonomier gennem bæredygtig industriel udvikling. UNIDO har 173 medlemslande. Hovedkvarteret ligger i Wien, og organisationen er repræsenteret i 35 udviklingslande. 
UNIDO's generaldirektør er Kandeh Yumkella, (Sierra Leone).

## Ekstern kilde/henvisning
- Officiel hjemmeside (på engelsk)